# Paddy Driscoll
John Leo Driscoll, detto Paddy (Chicago, 11 gennaio 1896 – Chicago, 29 giugno 1968), è stato un giocatore di baseball, allenatore di football americano e giocatore di football americano statunitense nel ruolo di quarterback. Driscoll è stato inserito nella Pro Football Hall of Fame nel 1965 ed è stato inserito nella formazione ideale della NFL degli anni 1920. Nel 1974 è stato anche indotto nella College Football Hall of Fame.

## Carriera professionistica
Malgrado non fosse di grossa stazza, Driscoll ebbe un grande impatto nel football americano negli anni 20. Era particolarmente conosciuto per i suoi calci e i suoi punt.
Dopo aver frequentato la Northwestern University, giocò nel 1919 con gli Hammond Pros, quando la squadra non apparteneva ancora alla NFL, né la lega era ancora stata creata. Nel periodo 1920-1925 giocò per i Chicago Cardinals di cui fu anche capo-allenatore dal 1920 al 1922.
Nel 1926, per paura che Driscoll firmasse con la appena formata AFL, i Cardinals lo scambiarono coi Chicago Bears dove rimase fino al suo ritiro nel 1929. In seguito allenò i Bears per due stagioni (1956 e 1957), con un record di 14-10-1.
Driscoll giocò brevemente anche nella Major League Baseball, giocando 13 gare per i Chicago Cubs nel 1917.
Driscoll morì il 29 giugno 1968, a Chicago, Illinois, all'età di 73 anni.

## Palmarès
- (6) First-team All-Pro (1920, 1922, 1923, 1925, 1926, 1927)
- Formazione ideale della NFL degli anni 1920
- Pro Football Hall of Fame

## Statistiche
| Touchdown su ricezione | 4  |
| Touchdown su corsa     | 25 |